# Golpe de Estado en Argelia de 1965
El golpe de Estado en Argelia de 1965 tuvo lugar el 19 de junio de ese año y llevó al coronel Houari Boumédiène al poder como Presidente del Consejo Revolucionario de Argelia. El incruento golpe de Estado tuvo como consecuencia el arresto del primer presidente de Argelia, Ahmed Ben Bella, y sus partidarios más cercanos fueron encarcelados por Boumédiène y sus aliados, principalmente en las Fuerzas Terrestres de Argelia.

## Antecedentes
Después de la guerra de Independencia de Argelia (1954-1962), y con la ayuda del entonces Jefe de Gabinete Houari Boumédiène y el Ejército de Liberación Nacional (ALN), Ahmed Ben Bella fue elegido primer ministro en septiembre de 1962, expulsando al ex primer ministro Benyoucef Benkhedda. Debido a su apoyo a Ben Bella, Boumédiène fue nombrado Ministro de Defensa y permaneció en este cargo hasta 1976.
De 1962 a 1965, Ben Bella gobernó de una manera a menudo errática y centralizó cada vez más instituciones gubernamentales al nombrarse a sí mismo Secretario General del Partido, Ministro del Interior y jefe de otros órganos. Las preocupaciones por el comportamiento demagógico de Ben Bella impregnaron el gobierno argelino, con muchos cuadros del gobierno que recurrían a Boumédiène para expresar sus preocupaciones y quejas sobre el presidente.
Boumédiène pasó un tiempo viajando a principios de 1965, haciendo viajes a Bagdad, El Cairo y Moscú. En El Cairo, representó a Argelia en una cumbre de países árabes y se reunió con los líderes soviéticos en Moscú. En abril de 1965, Ben Bella ordenó a la policía local que se reportase directamente a él en lugar de a través de los canales normales del Ministerio del Interior. El ministro del Interior, Ahmed Medeghri, uno de los asociados más cercanos de Boumédiène, renunció en protesta. A finales de mayo, Boumédiène había comenzado a tener conversaciones serias con las principales figuras del gobierno, principalmente en el ejército, sobre la eliminación de Ben Bella. Los tres conspiradores iniciales centrales aliados a Boumédiène eran Abdelkader Chabou, Djamel y Hocine, sin embargo, a principios de junio el círculo de conspiradores había crecido hasta incluir al jefe de Estado Mayor de la ANP, Tahar Zbiri, el comandante de la primera región militar ("l'Algerois"), y otros oficiales regionales en toda Argelia.
Los impulsos finales para el golpe de Estado incluyeron:
- El anuncio de Ben Bella el 12 de junio de una reunión del politburó el 19 de junio. El propósito de la reunión: discutir la reorganización de las fuerzas armadas y el gabinete, y reorganizar el liderazgo militar. No especificó quién iba a ser reemplazado, lo que puso a todos estos funcionarios del gobierno en peligro de perder sus puestos si no actuaban rápidamente.[5]
- Los planes de Ben Bella para las fuerzas armadas: desde la independencia, el ALN había sido el ejército de Argelia, pero también existían milicias regionales. Ben Bella redactó planes para expandir las milicias populares y, al mismo tiempo, reducir el papel de los militares.[6]
- Los planes de Ben Bella para la destitución del ministro de Asuntos Exteriores y aliado de Boumédiène, Abdelaziz Buteflika, que más tarde se convirtió en presidente de Argelia en 1999. Estaba previsto que Bouteflika fuera destituido el 22 de junio, solo tres días después de que se llevara a cabo el golpe de Estado.[4][7]
- La ubicación actual de Ben Bella: había salido de Argel hacia la ciudad de Orán el 12 de junio, lo que le dio a Boumédiène tiempo para organizar el golpe. Ben Bella pronunció un discurso en Orán el 17 y regresó a Argel el 18, solo horas antes de que se ejecutara el golpe de Estado.[5][8]

A mediados de junio, había una sensación de emergencia dentro del ejército, lo que llevó a muchos comandantes a aceptar ejecutar un plan del que no tenían conocimiento real. El plan de golpe fue diseñado cuidadosamente, con el objetivo de Boumédiène siendo ejecutar "el golpe de estado más elegante" en la memoria reciente. Un amigo de Ben Bella intentó advertirle sobre el golpe de Estado del 16, pero Ben Bella lo despidió. "Los títeres (marionetas) como ellos no son capaces de llevar a cabo un golpe de estado", respondió.

## Desarrollo
En la noche del 18 de junio de 1965, los líderes del golpe implementaron el plan para derrocar a Ben Bella. Esa noche, Boumédiène permaneció en su oficina, donde supervisó la ejecución del golpe de Estado que fue ampliamente confiada al comandante Chabou, uno de los primeros conspiradores. Como presidente, Ben Bella se instaló en un lugar llamado "Villa Joly", ubicado en Argel. Por lo general, los guardias de las Compagnies nationales de securite (CNS) protegían el complejo y los guardias cambiaban de turno a las 8:00 p. m. todas las noches; sin embargo, el 18 de junio, Ahmed Draia, director de seguridad, se aseguró de que los nuevos guardias para el turno de noche fueran leales a los militares.
A la 1:00 a. m., Boumédiène ordenó que se desplegaran tanques en toda la capital en posiciones estratégicas como la Grande Poste d'Alger, Radio-Télévision Algérienne y el Place de l'Émir-Abdelkader (la sede del partido en ese momento). La película La batalla de Argel se estaba rodando en la capital en ese momento, y muchos espectadores pensaron que el movimiento militar estaba relacionado con el rodaje de la película. Alrededor de la 1:30 a. m., Tahar Zbiri, Said Abid y el coronel Abbes se acercaron a Villa Joly y los guardias de reemplazo en la entrada los dejaron entrar. Tahar Zbiri despertó a Ben Bella, que dormía en el sexto piso, y declaró: "En nombre del Consejo Revolucionario, tengo órdenes de arrestarle por el cargo de alta traición". Los tres oficiales militares permitieron que Ben Bella se vistiera y luego lo llevaron en un coche a un lugar en la ciudad de Maison-Carrée, a 20 kilómetros de Argel, donde fue puesto bajo arresto domiciliario. Zbiri informó a Boumédiène: "Misión cumplida". Ben Bella permanecería bajo arresto domiciliario hasta 1980 y no regresaría públicamente a Argelia hasta 1990.
A las 3:00 a. m. del 19 de junio, el golpe de Estado había terminado sin derramamiento de sangre.

## Consecuencias
El 19 de junio, Boumédiène emitió un discurso de radio que afirmaba que la eliminación de Ben Bella era necesaria para garantizar la continuidad de la revolución. Acusó a Ben Bella de intentar secuestrar la Conferencia de Unidad Afroasiática para beneficio personal sin tener en cuenta a los otros países de la organización. Boumédiène anunció que Argelia no podría ser la anfitriona de la conferencia en estas circunstancias, pero expresó su apoyo a los ideales de la organización. Sin embargo, el Festival Cultural Panafricano (PANAF) con asistentes de todo el mundo, incluidas las Panteras Negras, sería organizado por la administración Boumédiène en 1969 y se celebraría en Argel. En el discurso también llamó a Ben Bella un charlatán y un aventurero, posiblemente una referencia al apoyo de Ben Bella a los rebeldes de Níger que utilizaban a Argelia como un refugio seguro para su actividad contra el gobierno de Hamani Diori, algo que Boumédiène nunca apoyó. Otro anuncio de radio de Kaïd Ahmed el mismo día declaró que la "inestabilidad, la demagogia, la anarquía, las mentiras y la improvisación" del gobierno de Ben Bella habían terminado.
Los días 19 y 20 de junio, la gente comenzó a protestar contra el golpe de Estado y a corear eslóganes a favor de Ben Bella; el nuevo gobierno intentó dispersar las protestas, pero la policía local se ocupó de mantener el orden en la mayoría de los casos. En Argel, entre dos y tres mil personas vagaban por las calles, pidiendo el asesinato de Boumédiène. Las direcciones de radio pedían repetidamente la calma y, a veces, amenazaban a los manifestantes. Varias personas fueron arrestadas, incluidos 50 partidarios franceses de extrema izquierda de Ben Bella.
El 5 de julio, Boumédiène anunció la creación del Consejo Revolucionario (CR) con el mismo como presidente del CR, Ministro de Defensa y Presidente del Consejo de Ministros. Boumédiène anunció que los dos objetivos principales del CR eran la autosuficiencia económica y la independencia de la influencia extranjera para el pueblo argelino, e internamente el CR buscó poner fin al regionalismo, solidificar el estado y reformar los wilayahs.
El primer viaje al extranjero de Boumédiène fue en septiembre de 1965 a Casablanca en una cumbre árabe seguida de una cumbre para la Organización de la Unidad Africana (hoy la Unión Africana) en octubre. El CR comenzó el primer censo del país en diciembre, al mismo tiempo que Boumédiène visitó Moscú por segunda vez en 1965. En el aniversario del golpe, se dirigió de nuevo al pueblo argelino y volvió a hacer hincapié en sus objetivos de poner fin al regionalismo, avanzar progresivamente hacia el socialismo, mantener a Argelia "argelina", resistir la influencia extranjera, apoyar a los antiguos luchadores por la libertad y eliminar las bases francesas restantes del Sáhara.  Un año después del golpe, Boumédiène persiguió estos objetivos visitando las wilayahs del Este, el Oeste, Tiaret y Oasis y nacionalizando progresivamente industrias como la minería para protegerse de la interferencia extranjera. También reorganizó el FLN en junio de 1966. En 1965, había 2 millones de trabajadores desempleados y Boumédiène siguió un enfoque político realista para estabilizar la economía, el estado y la sociedad argelinos mientras construía "un socialismo que se ajusta a las realidades del país".